# C. Mohan
Chandrasekaran Mohan é um cientista da computação americano nascido na Índia. Ele nasceu no dia 3 de agosto de 1955 em Tamil Nadu, na Índia. Depois de crescer e terminar os seus estudos de graduação em Chennai, ele mudou-se para os Estados Unidos em 1977 para fazer pós-graduação. Depois de ser cidadão indiano desde o nascimento, desde 2007 é também cidadão norte-americano. Actualmente, ele é um IBM Fellow baseado no IBM Almaden Research Center (San Jose, Califórnia). Ele também é um distinto professor visitante na Universidade Tsinghua da China.